# Jonathan Urretaviscaya
Jonathan Matías Urretaviscaya da Luz (født 19. maj 1990 i Montevideo, Uruguay), er en uruguayansk fodboldspiller (wing).
Urretaviscaya spiller i Mexico for Monterrey. Han har tidligere repræsenteret blandt andet Club Atlético Peñarol og River Plate Montevideo i hjemlandet, Benfica i Portugal og spanske Deportivo La Coruña.

## Landshold
Urretaviscaya debuterede for det uruguayanske landshold 28. marts 2017 i en VM-kvalfikationskamp på udebane mod Peru. Han blev udtaget til Uruguays trup til VM 2018 i Rusland.